# Haliloğlu, Çanakkale
Haliloğlu là một xã thuộc thành phố Çanakkale, tỉnh Çanakkale, Thổ Nhĩ Kỳ. Dân số thời điểm năm 2011 là 52 người.